# Giuseppe Di Bari
Giuseppe Di Bari (Manfredonia, 17 novembre 1969) è un dirigente sportivo ed ex calciatore italiano, di ruolo difensore.

## Carriera

### Giocatore
Cresciuto nel vivaio della Pol. G. Salvemini di Manfredonia, la sua prima squadra professionistica è il Bisceglie in Serie C2 dove disputa quattro campionati con 99 presenze ed una rete, e nell'estate 1992 fa un salto triplo approdando alla Serie A acquisito dal Foggia guidato da Zdeněk Zeman.
Di Bari in maglia rossonera tocca i suoi livelli più alti e vi rimane per cinque stagioni (di cui le prime tre in Serie A).
Nel 1997 passa al Treviso dove resta per due anni, prima di approdare al Savoia.

### Dirigente
Il 2 maggio 2011 ha ottenuto la qualifica di direttore sportivo.. Nella stagione 2011-2012 è stato Direttore Sportivo del Manfredonia Calcio che militava in Eccellenza Pugliese. Nella stagione 2012-2013 comincia la sua avventura da direttore sportivo del Foggia Calcio diventando direttore sportivo dell'allora rinata A.C.D. Foggia Calcio in Serie D.Nella stagione successiva nel 2013-2014 è ancora il direttore sportivo del Foggia Calcio S.r.l che nel frattempo ha cambiato denominazione in Lega Pro Seconda Divisione ottenendo la promozione in C Unica la vecchia serie C1, Nel 2014-2015 firma ancora con i satanelli che giocheranno nel campionato di Serie C unica.
Il 23 aprile ed il 27 maggio 2017, centra la promozione del club dauno in serie B, dopo ben 19 anni e la prima Supercoppa di Lega della storia del club rossonero.
Il 4 novembre 2017, al termine di Foggia-Cremonese 2-3, è stato sollevato dall'incarico di ds dalla società rossonera.
Nel 2018 -2019 è all'Olhanense in Portogallo
Il 22 agosto 2020 firma un contratto annuale con l'Arezzo.
L'anno dopo nel 2021 firma un contratto con il Novara Football Club, la squadra che prende il posto del Novara Calcio dopo l'esclusione dai campionati professionistici, dove si dimetterà dopo quasi 3 mesi per screzi interni.
Il 20 maggio 2022 viene assunto come direttore sportivo della Juve Stabia.
Il 14 giugno 2023 viene assunto come direttore sportivo dal Crotone.

## Palmarès

### Club

#### Competizioni nazionali
- Serie C2: 1

Foggia: 2002-2003